# ساري بيغلوي أراليق
ساري بيغلوي أراليق هي قرية في مقاطعة أرومية، إيران. عدد سكان هذه القرية هو 145 في سنة 2006.